# Orco (mitologia norrena)

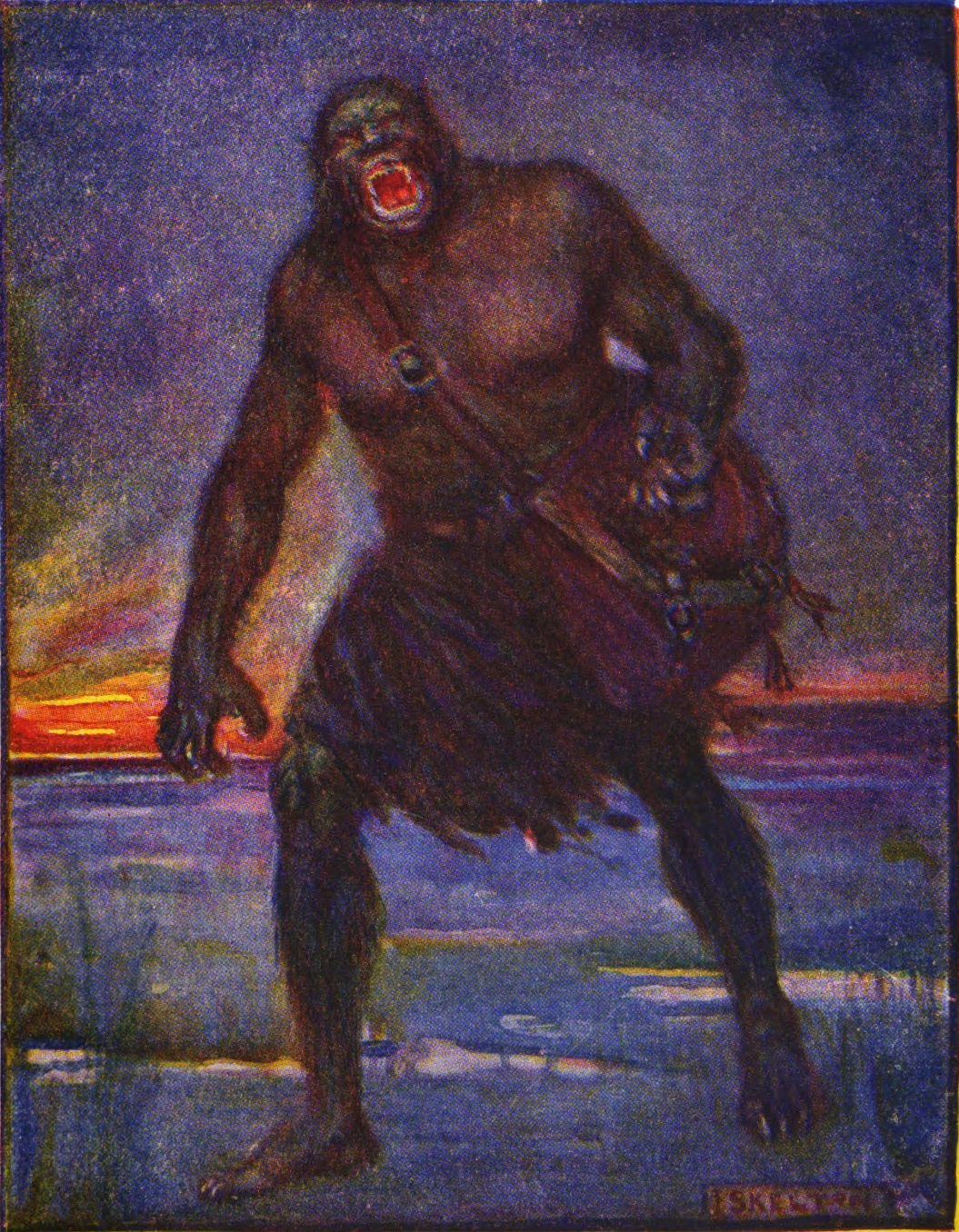
Grendel raffigurato nella serie a fumetti Storie di Beowulf (1908)

Nella mitologia norrena, l'orco (orc sia in tedesco in inglese, oppure orcus in latino) è un mostro antropomorfo, con connotazioni bestiali e demoniache. Sia il termine sia la tipica rappresentazione dell'orco nordico derivano dall'orco della mitologia romana, che pone in esplicita relazione questa figura mostruosa con il mondo degli inferi; ma non è da escludersi che le due figure possano essere contemporanee. Una relazione più debole esiste invece con l'orco delle fiabe, anch'esso mostruoso e malvagio, ma più simile a un uomo e (in genere) non associato all'inferno o ai suoi abitanti.
Il termine orc si trova soprattutto in Beowulf, dove la razza dei non morti di Grendel è descritta come Orc-néas, che sembra significare "cadaveri di Orcus"; il termine Orcus è l'originale latino e può essere interpretato come sinonimo di Orco, inteso come divinità oppure come sinonimo di Inferi. Gli orchi di Beowulf (Grendel e sua madre) sono esseri metà uomo e metà mostro, che vanno a caccia di notte, e si riparano in una dimora subacquea in fondo a nebbiosi acquitrini (in un'ambientazione che simboleggia in modo piuttosto esplicito l'Averno). Da questo riferimento ha tratto spunto J. R. R. Tolkien per rappresentare la più celebre razza di orchi della letteratura fantasy, quelli della Terra di Mezzo (in alcune traduzioni italiane chiamati "orchetti" proprio per distinguerli dagli orchi del folklore, ogre in inglese). Gran parte della letteratura fantasy trae spunto dagli orchi di Tolkien (e quindi indirettamente da quelli di Beowulf), sebbene non raramente avvengano sovrapposizioni con altri elementi della tradizione folcloristica europea.
In inglese il termine orc, incidentalmente, indica anche un certo tipo di mostro marino, il cui nome deriva dal latino "orca" (da cui deriva di fatto il nome italiano dell'orca).